# 北宋益利路帅臣列表
北宋益利路帅臣，指益利路安抚司的长官，或称安抚使，或称经略安抚使。

## 历任经略安抚使

### 宋太祖朝
剑南西川节度使
- 吕余庆（965年—968年）
- 刘熙古（968年—972年）
- 郑牧（973年—974年）
- 吕端（975年—976年）

### 宋太宗朝
- 吕端（976年—978年）
- 程羽（978年—980年）
- 辛仲甫（980年—984年）
- 高冕（984年—985年）
- 宋珰（985年—989年）
- 许骧（989年—991年）
- 吴元载（991年—994年）
- 郭载（994年）
- 雷有终（994年）
- 张詠（994年—997年）

### 宋真宗朝
- 张詠（997年—998年）
- 牛冕（998年—1000年）
- 雷有终（1000年—1001年）
- 宋太初（1001年）
- 马知节（1001年—1003年）
- 黄观（1003年）
- 张詠（1003年—1006年）
- 任中正（1006年—1011年）
- 李仕衡（1012年—1013年）
- 凌策（1013年—1016年）
- 王曙（1016年—1018年）
- 赵缜（1018年—1020年）
- 寇瑊（1020年—1022年）

### 宋仁宗朝
- 寇瑊（1022年—1023年）
- 薛田（1023年—1026年）
- 薛奎（1026年—1028年）
- 程琳（1028年—1030年）
- 韩亿（1030年—1032年）
- 王鬷（1033年—1037年）
- 张逸（1037年—1040年）
- 任中师（1040年—1041年）
- 杨日严（1041年—1043年）
- 蒋堂（1043年—1044年）
- 文彦博（1044年—1047年）
- 程戡（1047年—1048年）
- 田况（1048年—1050年）
- 杨察（1050年—1052年）
- 程戡（1052年—1054年）
- 张方平（1054年—1056年）
- 宋祁（1056年—1058年）
- 王素（1058年—1060年）
- 吴奎（1060年）
- 吕公弼（1060年—1063年）
- 韩绛（1063年）

### 宋英宗朝
- 韩绛（1063年—1064年）
- 赵抃（1064年—1067年）
- 张焘（1067年）

### 宋神宗朝
- 张焘（1067年—1069年）
- 陆诜（1069年—1070年）
- 吴中复（1070年—1072年）
- 赵抃（1072年—1074年）
- 蔡延庆（1074年—1076年）
- 冯京（1076年）
- 刘庠（1076年—1079年）
- 张诜（1080年—1081年）
- 邓润甫（1081年—1082年）
- 吕大防（1082年—1085年）
- 许将（1085年）

### 宋哲宗朝
- 许将（1085年—1087年）
- 李之纯（1087年—1090年）
- 胡宗愈（1090年—1092年）
- 蔡京（1092年—1094年）
- 王觌（1094年）
- 王略（1094年）
- 刘奉世（1095年—1096年）
- 郑雍（1096年—1098年）
- 李南公（1098年—1099年）
- 孙路（1099年）
- 路昌衡（1100年）

### 宋徽宗朝
- 路昌衡（1100年）
- 王古（1101年）
- 吕嘉问（1102年）
- 虞策（1104年—1105年）
- 席旦（1107年—1108年）
- 蒋之翰（1110年）
- 吴栻（1111年）
- 席旦（1112年—1113年）
- 吴栻（1113年）
- 庞恭孙（1113年）
- 许光凝（1114年—1115年）
- 周焘（1117年）
- 孙义叟（1117年—1118年）
- 席贡（1119年—1123年）
- 王复（1123年—1125年）

### 宋钦宗朝
- 卢法原（1126年—1127年）